# Matthieu River
Der Matthieu River ist ein Fluss im Westen von Dominica im Parish Saint Joseph.

## Geographie
Der Matthieu River entspringt am Südhang des Mosquito Mountain bei McFarlin, in der Nähe der Quellen der Rivière Bway (O), beziehungsweise des Macoucheri River, dessen Einzugsgebiet sich westlich anschließt. Er verläuft nach Süden durch Fond Lapluie und Bramhall Estate und mündet bei D Leau Matthieu von Norden und rechts in den Layou River. Er verläuft durch dicke Tuffschichten, die häufig durch Erdrutsche betroffen sind. 1988, 1995 und 1997 ereigneten sich mehrere große Erdrutsche, in deren Folge 1997 der Lake Matthieu entstand, der erstaunlicherweise über 13 Jahre lang Bestand hatte und erst 2011 mit einer großen Flutwelle brach.